# Profilbillede
 For alternative betydninger, se Profil.
Profilbillede er et billede som kan være indsat på en brugerside. Det kan f.eks. være et billede af brugeren, som ejer aktuelle side. 